# Iodure de zinc
L'iodure de zinc est un corps composé ionique, modélisable par un cation zinc pour deux ions iodures, de formule chimique ZnI2. 

## Solubilité dans l'eau et les autres solvants
Il est très soluble dans l'eau.
La solubilité maximale pour 100 g d'eau est de 432 g eau à 18 °C, mais de 511 g d'eau à 100 °C.

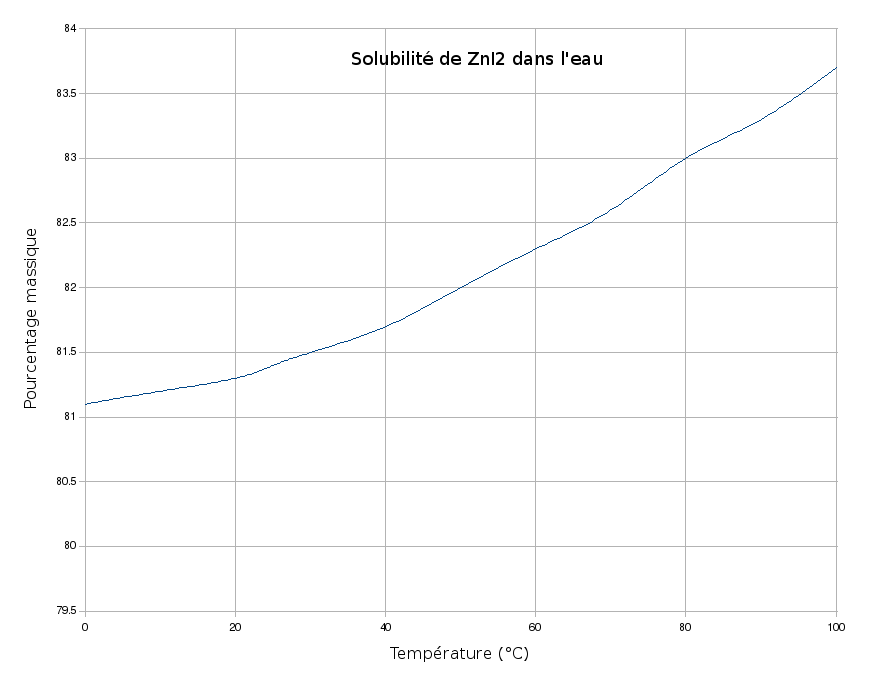
Solubilité dans l'eau

Il est soluble également dans les acides et le carbonate d'ammonium, mais aussi l'éthanol, l'éther,  ainsi que l'ammoniac.

## Usage
Il était utilisé comme un antiseptique puissant au début du XXe siècle.